# Camera dei poteri locali
La Camera dei poteri locali è una delle due camere del Congresso dei poteri locali e regionali del Consiglio d'Europa. La Camera rappresenta gli enti comunali nel Consiglio d'Europa. È composta da 306 membri provenienti dai 46 stati membri del Consiglio d'Europa che sono eletti direttamente come rappresentanti di un ente comunale oppure sono politicamente dipendenti da un'assemblea eletta. La Camera costituisce uno spazio privilegiato di dialogo, entro il quale i rappresentanti dei poteri locali hanno la possibilità di dibattere problemi comuni, di confrontare le rispettive esperienze e di esprimere i propri punti di vista presso i governi.

## Descrizione
Il lavoro della Camera si basa su quattro commissioni statutarie. La Commissione di monitoraggio si occupa dell'autonomia locale. Osserva le elezioni a livello comunale e regionale, redige dei rapporti sulla situazione della democrazia locale ed elabora delle raccomandazioni. La Commissione della governance è responsabile delle questioni giuridiche e politiche relative allo sviluppo effettivo del buon governo e della democrazia a livello locale e regionale. La Commissione delle questioni di attualità esplora il ruolo delle autorità locali e regionali in relazione alle grandi sfide della nostra società e si occupa di preparare il lavoro sulle questioni tematiche.
Secondo la nuova Carta del Congresso, approvata il 2 maggio 2007 (revisionata il 15 gennaio 2020), l'appartenenza alla camera si basa sui principi di una distribuzione geografica equilibrata, della rappresentazione equa di tutte le forme degli enti locali e delle forze politiche presenti in questi enti, e di una giusta rappresentanza di donne e uomini. La Camera elabora rapporti, raccomandazioni, risoluzioni e opinioni relativi ai temi che la riguardano e presenta i documenti al Comitato permanente del Congresso per l'adozione. La camera elegge il suo Presidente ogni due anni tra i suoi membri e nomina anche l'ufficio composto dal Presidente e dai sette Vicepresidenti, sempre rispettando il principio di una distribuzione geografica equilibrata.
La segreteria permanente della Camera ha sede nel Palais de l'Europe a Strasburgo ed è gestito dal segretario esecutivo, che viene nominato dal Segretario generale del Consiglio d'Europa.
La Camera dei poteri locali è composta da 306 membri statutari (rappresentanti e sostituti) provenienti dai seguenti paesi:
| Stato                | Sedi  | Stato       | Sedi  | Stato       | Sedi    |
| -------------------- | ----- | ----------- | ----- | ----------- | ------- |
| Albania              | 2/2   | Andorra     | 1/1   | Armenia     | 2/2     |
| Austria              | 3/3   | Azerbaigian | 3/3   | Belgio      | 3/4     |
| Bosnia ed Erzegovina | 2/3   | Bulgaria    | 5/1   | Cipro       | 2/1     |
| Croazia              | 3/2   | Danimarca   | 3/2   | Estonia     | 2/1     |
| Finlandia            | 3/2   | Francia     | 9/9   | Georgia     | 2/3     |
| Germania             | 9/9   | Grecia      | 4/3   | Irlanda     | 4       |
| Islanda              | 3     | Italia      | 9/9   | Lettonia    | 2/1     |
| Liechtenstein        | 2     | Lituania    | 2/2   | Lussemburgo | 3       |
| Macedonia del Nord   | 3     | Malta       | 2/1   | Moldavia    | 3/2     |
| Monaco               | 1/1   | Montenegro  | 3     | Norvegia    | 3/2     |
| Paesi Bassi          | 4/3   | Polonia     | 6/6   | Portogallo  | 4/3     |
| Regno Unito          | 9/9   | Rep. Ceca   | 4/3   | Romania     | 5/5     |
| San Marino           | 2     | Serbia      | 4/3   | Slovacchia  | 3/2     |
| Slovenia             | 3     | Spagna      | 6/6   | Svezia      | 3/3     |
| Svizzera             | 3/3   | Turchia     | 9/9   | Ucraina     | 6/6     |
|                      |       | Ungheria    | 4/3   |             |         |
| TOTAL                | TOTAL | TOTAL       | TOTAL | TOTAL       | 306/306 |